# Banca degli Stati dell'Africa Centrale
La Banca centrale degli Stati dell'Africa Centrale è la banca centrale degli stati africani di Camerun, Ciad, Gabon, Guinea Equatoriale, Repubblica Centrafricana, Repubblica del Congo.
La moneta ufficiale è il franco CFA. Amministra la Comunità economica degli Stati dell'Africa centrale.